# Islänningar

Islänningar (Isländska: Íslendingar) är en germansk etnisk folkgrupp som främst bebor Island. Det finns cirka 450 000 islänningar i världen och cirka 300 000 av dem bor på Island. Islänningarna började bosätta sig på ön under 800-talet som vikingar och är således av nordiskt ursprung från Norge, Danmark och Sverige. Nästan alla islänningar talar isländska som modersmål. Islänningarna grundade Island i mitten av 930-talet när Alltinget möttes för första gången. Island har styrts av norska, svenska och danska regenter men är sedan den 1 december 1918 skild från den danska monarkin och sedan den 17 juni 1944 självständig nation. Enligt DNA-studier härstammar omkring 60–80 % av männen på fädernet från Norden, framför allt västra Norge. Motsvarande andel av kvinnorna uppges vara av Gaelisk härstamning på mödernet, framför allt Irland och Skottland.
2015 fanns det 4 653 isländska medborgare bosatta i Sverige.